# Celeste O'Connor
Celeste O'Connor, född 2 december 1998 i Nairobi, är en amerikansk skådespelare.
O'Connor har medverkat i flera filmproduktioner. Hen har bland annat medverkat i filmen Freaky år 2020 samt Ghostbusters: Afterlife år 2021. År 2023 medverkade hen i filmen A Good Person och 2024 medverkade hen i den femte Ghostbusters-filmen Frozen Empire.
I december 2024 stod det klart att O'Connor skulle medverka i den kommande skräckfilmen Scream 7. Premiärdatum har blivit satt till den 27 februari 2026.

## Filmografi (i urval)
- 2020 – Freaky
- 2021 – Ghostbusters: Afterlife
- 2023 – A Good Person
- 2024 – Madame Web
- 2024 – Ghostbusters: Frozen Empire
- 2026 – Scream 7